# Бекхаус, Джеймс (младший)
Джеймс Бекхаус (англ. James Backhouse, 1825 — 1890) — британский ботаник, геолог и археолог.

## Биография
Джеймс Бекхаус родился 31 августа 1825 года. Сын британско-австралийского ботаника Джеймса Бекхауса. Вместе со своим отцом он ездил в экспедиции в Тисдейл, Норвегию (1851 год), Ирландию (1854 год) и Шотландии (1859 год). Он был корреспондентом Чарльза Дарвина.
Джеймс Бекхаус умер в 1890 году.

## Научная деятельность
Джеймс Бекхаус специализировался на папоротниковидных и на семенных растениях. Он впервые описал 15 видов растений рода Ястребинка.